# Comité de pilotaje
Un comité de pilotaje (a veces también llamado comité de monitoreo o comité de animación o comité de coordinación) es un grupo de personas organizado bajo la forma de un "comité" o de una "comisión", y encargado del buen funcionamiento de un proyecto.
Para mejorar el seguimiento de un proyecto y validar las decisiones estratégicas, conviene constituir un equipo transversal al proyecto al que llamaremos comité de pilotaje. Este grupo de personas generalmente se forma con un representante por cada sección implicada en el proyecto (por ejemplo, la sección investigación, la sección contable-financiera, la sección de producción, etc), así como un representante por cada institución patrocinadora del proyecto o involucrada de alguna manera con el mismo, debiéndose tener en cuenta:
- Un patrocinador del proyecto claramente identificado;
- Una adecuada frecuencia de funcionamiento del comité de pilotaje (al menos una vez por mes);
- Un comité de pilotaje sentido como positivo por parte de los principales actores

Un comité de pilotaje (en inglés: project steering committee, pilot committee; en francés: comité de pilotage) puede tener por cometido:
- Planificar las fechas clave del proyecto;
- Analizar las opciones propuestas por la gerencia del proyecto;
- Decidir las orientaciones estratégicas, y fijar atención sobre determinadas cuestiones tales como:
  - disminución de costes,
  - seguimiento del proyecto,
  - mejora en los procesos (calidad).

## Actores en el comité de pilotaje[3]
El comité de pilotaje (frecuentemente bautizado copil, en especial en la bibliografía francesa), reagrupa particularmente a quienes toman las decisiones y a quienes se requiere apoyo para la mejor conducción y el mejor desarrollo del proyecto (obtención de recursos, aspectos presupuestarios técnico-legales, revisión de los alcances del proyecto, revisión de las fechas límites del proyecto, etc…).
El maestro mayor de obras (o quien cumple esa función) también debe participar en el comité de pilotaje, así como el director y/o el gerente del proyecto (responsables de la dirección de obra).

## Proyectos estratégicos
En el caso de proyectos muy complejos e importantes, podrían coexistir:
- un comité de pilotaje con vocación operacional (seguimiento regular del avance del proyecto, toma de decisiones relevantes, etc…).
- un comité director con vocación más estratégica, con frecuencia el propio directorio de la empresa responsable, que toma las decisiones que sobrepasan los niveles de responsabilidad en el nivel operacional.

El gerente del proyecto tiene un rol importante, ya que es quien debe validar las decisiones importantes, y arbitrar en casos necesarios. Ello evita o suele evitar que determinado tipo de cuestiones lleguen innecesariamente a niveles más importantes de lo necesario.